# Romano Micheli
Romano Micheli (* um 1575 in Rom; † nach 1659 ebenda) war ein italienischer Geistlicher, Komponist und Verfasser polemischer Schriften.

## Leben
Micheli war Kontrapunkt-Schüler von Francesco Soriano und Giovanni Maria Nanino. Zwischen 1596 und 1598 stand er in Neapel in Diensten von Carlo Gesualdo.
1616 bezeichnet sich Micheli selbst als Kapellmeister der Kathedrale von Concordia Sagittaria, später im gleichen Jahr wird er als Kapellmeister des Doms von Udine genannt. Von 1618 bis 1621 war er Kapellmeister der Chiesa metropolitana zu Aquileia bei Venedig. Um 1625 war er eine Zeitlang Kapellmeister an San Luigi dei Francesi in Rom.
Ab 1636 war er für einige Jahre Kanoniker in Neapel, und dann ab 1644 für den Rest seines Lebens in Rom, doch scheint er in dieser Zeit keine kirchenmusikalischen Ämter mehr innegehabt zu haben. 1644 meldete er offiziell den Anspruch an, zum Komponisten der Päpstlichen Kapelle berufen zu werden, hatte damit jedoch ebenso wenig Erfolg wie mit seinen Bewerbungen um Kapellmeister-Stellen am Markusdom in Venedig und an San Luigi dei Francesi in Rom, wo er bereits früher tätig gewesen war.

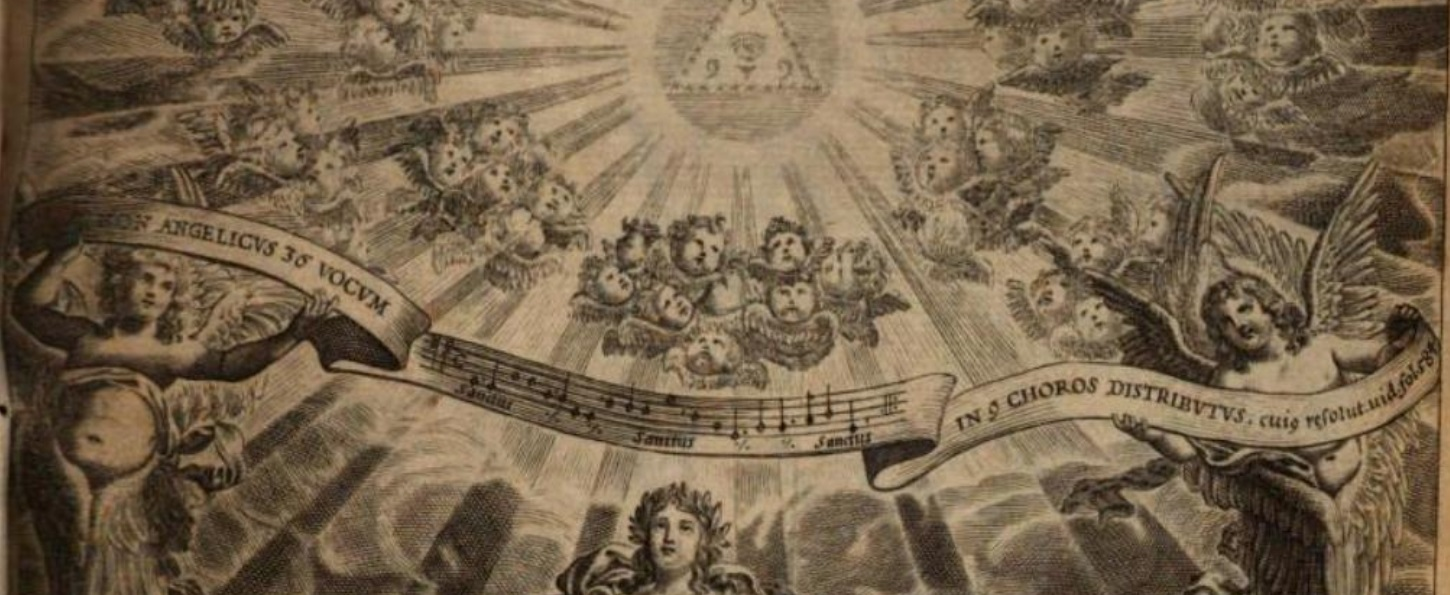
Michelis Canon angelicus, ein Sanctus zu 36 Stimmen in 9 Chören, auf dem Frontispiz von Kirchers Musurgia universalis (1650)

Micheli widmete sein Leben der Aufgabe, die Kunst der Kanon-Komposition auf höchstem Niveau zu erhalten, und reklamierte die Erfindung bestimmter Kompositionsweisen von Kanons wie die sopra le vocali di più parole für sich. Seine häufig polemisch geäußerte Ablehnung des stile concertato und des stile recitativo in der Kirchenmusik brachte ihn in Opposition zu den meisten zeitgenössischen Musikern. Besonders heftig fiel die Kontroverse mit seinem Hauptgegner Marco Scacchi aus. Athanasius Kircher ließ einen Kanon Michelis 1650 auf dem Frontispiz seiner Musurgia universalis abdrucken und trug so maßgeblich zu dessen zeitgenössischem Ansehen bei.

## Werke

### Kompositionen
- Psalmi ad officium Vesperarum, 3st, org, libro I (Rom, 1610)
- Musica vaga et artificiosa (Venedig, 1615)
- Salmi per i Vesperi, 3st, bc, libro II, op. 3 (Venedig, 1615)
- Compieta, 6st, bc, op. 4 (Venedig, 1616)
- Madrigale, 6st, in canone (Rom, 1621)
- Dialogus annuntiationis BVM, 20st (Rom, 1625)
- Specimina musices magis reconditas, op. 5 (Rom, 1633)
- Vivit Deus
  - canones super plurium verborum vocalibus (Rom, 1644)
  - Canoni musicali composti sopra le vocali di più parole (Rom, 1645)
  - Canone musicale, 4vv, ad honore della concettione della BVM (Rom, 1650)
  - In honore del nome di Giesu e di Maria, canone musicale, 5st (Rom, 1652)
- Hic finis
  - (non) plus ultra … canon super vocalibus, 12st in 3 Chören (Rom, 1655)
  - Virtutes theologales (Rom, 1658)

### Schriften
- Alli molt’illustri … musici della Cappella di N.S. (Venedig, 1618; enthält zwei Kanons von Micheli, gemeinsam mit einem von Adrian Willaert zu singen)
- All’illustri & eccellentissimi signori … Francesco Soriano … et Gironimo Frescobaldo (Venedig, 1619; enthält einen Kanon von Micheli basierend auf einem von Giovanni Paolo Cima)
- All’illustrissimo … Sig. Cardinal Borghese: 10 obligationes (Venedig, 1619)
- Certezza d’artificii musicali (Venedig, 1621)
- Copia di lettera con manoscritta, mandata dal Sig. Abundio Antonelli (Venedig, 1621)
- Virtuoso manifesto sopra li più dotti studi della musica (Rom, 1624)
- Virtuoso aviso sopra li più dotti studi della musica (Rom, 1633)
- Virtuoso avviso … sopra la nuova, e facile maniera d’imparare à cantare (Neapel, 1636)
- Virtuoso, et publico invito, che si fà alli … musici di questa città di Napoli (Neapel, 1636)
- Virtuosa risposta … alla virtuosa curiosità d’un musico peritissimo in Roma (Rom, 1645)
- Virtuosa, e publica esperienza, che si fà in Roma, nell’insegnare di cantare in breve tempo (Rom, 1647)
- Avviso di una virtuosa, e publica esperienza, che s’è fatta in Roma nell’insegnare di cantare in breve tempo (Rom, 1647)
- Avviso inviato … col foglio reale del canone musicale ‘Fons signatus’ (Rom, 1650)
- Alli peritissimi signori musici compositori d’Italia (Rom, ca. 1659)